# Пиррони, Марко
Марко Пиррони (англ. Marco Francesco Andrea Pirroni, род. 27 апреля 1959 года, Лондон, Англия) — британский рок-музыкант, автор песен, музыкальный продюсер, наибольшую известность получивший как гитарист Adam and the Ants. Пиррони, продолжавший сотрудничество с Адамом Антом и после распада группы, играл также с The Models, Rema Rema, Siouxsie & the Banshees, Spear of Destiny, Шинед О'Коннор, The Slits; в настоящее время он — участник The Wolfmen.

## Дискография

### Альбомы

#### Adam and the Ants
- Kings of the Wild Frontier (1980)
- Prince Charming (1981)

#### Adam Ant
- Friend or Foe (1982)
- Strip (1983)
- Vive Le Rock (1985)
- Manners & Physique (1990)
- Persuasion (1993)
- Wonderful (1995)

#### Sinéad O'Connor
- The Lion and the Cobra (1987)
- I Do Not Want What I Haven't Got (1990)
- Universal Mother (1994)

#### Spear of Destiny
- Outland (1987)

#### The Slits
- Revenge of the Killer Slits (2006)

#### The Wolfmen
- Modernity Killed Every Night (2008)